# Korwety rakietowe typu Visby
Korwety rakietowe typu Visby – szwedzkie korwety o właściwościach stealth, które zaczęły wchodzić do służby w Szwedzkiej Marynarce Wojennej od 2002 roku. Zbudowano pięć okrętów tego typu, wszystkie znajdują się w służbie.

## Historia
Prace nad nowymi szwedzkimi korwetami rozpoczęły się w 1993 roku. Nowe okręty miały zastąpić w służbie kutry rakietowe typu Hugin i Norrköping. Prace projektowe oparto na doświadczeniach wyniesionych z  eksploatacji eksperymentalnej jednostki „Smyge”, którą zwodowano w 1991 roku. Początkowo planowano budować nowe korwety w układzie poduszkowców bocznościennych, jednak ostatecznie zdecydowano się na okręty jednokadłubowe. Cechą charakterystyczną nowych okrętów było zastosowanie przy ich budowie technologii stealth. Oprócz kształtu jednostki ograniczoną wykrywalność okrętów uzyskano także dzięki wykorzystaniu przy budowie ich kadłuba włókien węglowych.
Początkowo zamierzano zbudować ok. 20 okrętów w dwóch podstawowych wersjach: okrętów przeciwminowych z możliwościami ZOP i okrętów do zwalczania sił nawodnych. Z powodu ograniczeń budżetowych liczbę budowanych jednostek znacznie ograniczono. Do 2008 roku powstało pięć okrętów tego typu („Visby”, „Helsingborg”, „Härnösand”, „Nykoping”, „Karlstad”) – cztery w wersji przeciwminowej i ZOP oraz jedna przeznaczona do zwalczania sił nawodnych. Podczas projektowania planowano wyposażyć jednostki w hangar dla śmigłowców, jednak z powodu braku miejsca zrezygnowano z tej koncepcji. Planuje się powrót do pomysłu wyposażenia okrętów w śmigłowce pokładowe po wprowadzeniu do służby śmigłowców Hkp15B. Ze względów oszczędnościowych zrezygnowano także z wyposażenia w pociski przeciwlotnicze.
Jednostki po 2020 roku są poddawane modernizacji, obejmującej m.in. zastąpienie siłowni w układzie CODOG przez same silniki 
wysokoprężne, co pozwoli na zwiększenie przestrzeni hangarowej dla zdalnie sterowanych i autonomicznych pojazdów podwodnych oraz bezpilotowych statków powietrznych. Oprócz zastosowania nowych systemów elektronicznych i kierowania ogniem, okręty mają otrzymać pionowe wyrzutnie VLS dla rakiet przeciwlotniczych (ośmiokomorową Mk 41 do rakiet RIM-162 ESSM Block II lub CAMM/CAMM-ER albo trzykomorowe ExLS do rakiet CAMM/CAMM-ER). 

## Służba
Prace nad pierwszą jednostką serii „Visby” rozpoczęły się w stoczni Kockums w Karlskronie w 1996 roku. Wodowanie nastąpiło w 2000 roku, wejście do służby w 2002 roku.